# Batalla de las Ardenas (1914)
La batalla de las Ardenas fue una de las batallas iniciales de la Primera Guerra Mundial. Tuvo lugar entre el 21 y el 23 de agosto de 1914 en los bosques de la zona del mismo nombre, en el marco de lo que después se llamó la batalla de las fronteras.
El comandante en jefe francés, Joseph Joffre, siguiendo las directrices del Plan XVII, ordenó un avance a través de los bosques de Las Ardenas para apoyar la invasión francesa de Lorena. Ignorando el alcance del Plan Schlieffen, los franceses creyeron que el avance alemán sobre Bélgica era el eje principal de movimiento en una maniobra clásica de envoltura, con lo que el centro de la línea alemana contaba con tan pocos efectivos que podrían atravesarlo y dividir al enemigo en dos grupos separados. 
En su lugar, se dieron de frente en medio de Las Ardenas con la parte central del “rodillo” previsto en el Plan Schlieffen, el eje sobre el que pivotaba todo el flanco derecho germano. Las fuerzas francesas, los ejércitos tercero y cuarto, esperando encontrar tan solo resistencia ligera, se enfrentaron al avance de los ejércitos alemanes cuarto y quinto durante dos días de combates.

## Desarrollo de las operaciones

### Inicio de la batalla: Primer día
El Plan XVII, bajo el que actuaban los franceses, asumía que la presencia alemana en Las Ardenas era ligera, formada principalmente por el flanco izquierdo del cuerpo central alemán, al que suponían avanzando a paso de carga hacia Bélgica. Bajo esa perspectiva, el avance sobre Lorena, además de ser requerido para recuperar suelo francés perdido en 1870, era también una buena solución estratégica, pues amenazaba todo el flanco enemigo con una penetración que podría llegar a dividir sus fuerzas en dos. 
El avance francés sobre Lorena se había iniciado el día 14 de agosto, y aún se peleaba con intensidad creciente el 20 de agosto, fecha en que los alemanes lanzaron un furioso contraataque. De hecho, las cosas empezaban a pintar mal para las armas de Francia. La resistencia alemana era superior a lo esperado. Ese mismo día a primera hora llegaron informes al alto mando francés afirmando que se había visto grandes concentraciones de tropas alemanas avanzando hacia el río Mosa, más al norte y en dirección a Bélgica. 
Creyendo que los alemanes proseguían su avance hacia Bélgica, dejando Las Ardenas con poca guarnición, el mariscal Joffre ordenó un ataque por sorpresa en la zona para el día siguiente. A fin de mantener ese factor sorpresa, se prohibieron los reconocimientos previos por parte de patrullas, que de ser detectadas por el enemigo habrían podido delatar las intenciones francesas. Muchos han argumentado después que esa medida solo logró causar sorpresa a los franceses. En cualquier caso, los ejércitos franceses tercero (liderado por el general Pierre Ruffey) y cuarto (liderado por el general Fernand de Langle de Cary) empezaron a maniobrar para lanzarse al asalto del bosque al día siguiente, el tercero por el sur y el cuarto un poco más al norte. El quinto ejército francés, que podía haber actuado como fuerza de reserva, fue enviado de urgencia a Charleroi al tenerse noticias de un incremento de tropas alemanas en la zona.
Pero los alemanes no tenían en la zona un puñado de tropas de guarnición, sino los ejércitos cuarto y quinto, liderados respectivamente por el duque Alberto de Württemberg y el Príncipe Guillermo de Prusia. Habían iniciado su avance a través de los bosques el día 19 de agosto, construyendo defensas para aprovechar el tiempo que el Plan Schlieffen les forzaba a estar parados, ya que debían avanzar más lentamente que el ala derecha alemana, que debía recorrer más distancia. Eran muchos más de los esperados por los franceses, y estaban atrincherados en sus posiciones.
Para acabar de poner las cosas interesantes, el día 21 de agosto amaneció con una densa niebla, por lo que las vanguardias de ambas fuerzas se dieron de bruces casi literalmente. Entre la niebla, que no permitía reconocimientos en profundidad, y su planificación, las tropas de vanguardia francesas creyeron haber topado con una pequeña fuerza alemana de pantalla. El día pasó con breves escaramuzas a causa de la poca visibilidad, con los franceses preparándose para arrollar a grupos dispersos de alemanes al día siguiente. Pero la realidad es que se enfrentaban en inferioridad numérica a una fuerza parapetada en posiciones defensivas. Ruffey lo sospechaba, a partir de sus propias observaciones y de informes recibidos de refugiados, pero sus envíos de dichos informes al cuartel general de Joffre no obtuvieron nunca respuesta.

### Segundo día
El 22 de agosto amaneció despejado y las tropas francesas se lanzaron al asalto vistiendo sus uniformes de color azul y rojo, a pesar de las preocupaciones de Ruffey sobre el tamaño real de las fuerzas alemanas. Fueron hechos pedazos por las ametralladoras alemanas y el fuego de fusilería. Los contraataques alemanes se dieron de frente con la artillería ligera francesa de 75 mm, que causó también gran cantidad de bajas. Pero al final del día, de los cuatro ejes de avance franceses (Virton, Tintigny, Rossignaland y Nefchateau), tan solo en Virton se había logrado algún éxito. En todos los demás, los supervivientes se vieron rechazados a sus posiciones de partida. Muchas unidades, como la Sexta división colonial argelina, habían sido aplastadas por completo (en el caso de la sexta incluso fallecieron los generales Raffenel y Rondoney, jefes de división y de brigada respectivamente). La cuenta de muertos del día pasó de los diez mil. Heridos, más del doble.
Al final del día, Ruffey estalló en un torrente de improperios contra la ceguera e incompetencia de su propio cuartel general y su “costumbre” de ignorar los informes. Eso creó una animadversión entre él y Joffre que tendría consecuencias posteriores. En cualquier caso, las unidades francesas estaban totalmente destrozadas tras el combate y muchas habían dejado de existir. Los alemanes por su parte apenas se habían movido de sus posiciones, exceptuando la pérdida de la zona de Virton, y a pesar de la gran cantidad de bajas, mantenían a todas sus unidades en la línea.

### Tercer día
El 23 de agosto sucedió lo que todos esperaban ya desde la noche antes. Los alemanes, conscientes del estado de las fuerzas enemigas, lanzaron su asalto. Las tropas francesas restantes no solo no fueron capaces de repelerlo, sino de mantener siquiera un atisbo de organización, y se lanzaron a una huida desorganizada, apenas repelida por los hombres del quinto ejército, enviado de vuelta apresuradamente, y que no pudo hacer más que retrasar el avance alemán. La retirada ya no se detendría hasta alcanzar la línea del Moselle.